# Croissant sportif chebbien
Maillots
Actualités
Dernière mise à jour : 11 mai 2023.
Le Croissant sportif chebbien (arabe : الهلال الرياضي الشابي), plus couramment abrégé en CS chebbien, est un club tunisien de football fondé en 1960 et basé dans la ville de Chebba.

## Histoire
Le CSC, après un passage en Ligue II jusqu'en 2017-2018, est promu en Ligue I pour la saison 2018-2019.
La Fédération tunisienne de football (FTF) gèle les activités du Croissant sportif chebbien le 17 octobre 2020, une décision qui fait suite à un litige entre les deux parties, le club ayant été condamné à payer une amende de 200 000 dinars. Face au non-règlement de ce montant, la décision est prise par la FTF d'exclure le club de tous les championnats nationaux à partir de la saison 2020-2021 et d'organiser un mini-championnat pour identifier l'équipe qui la remplacera. À l'issue de ce tournoi, c'est la Jeunesse sportive kairouanaise qui reste parmi l'élite malgré une égalité parfaite avec le Club sportif de Hammam Lif. En effet, c'est le critére du meilleur classement fair-play qui à départagé les deux équipes.
Le 11 septembre 2021, le club fait son retour en championnat à la suite d'un vote de l'assemblée générale ordinaire de la FTF.

## Personnalités

### Présidents
- Taoufik Mkacher

### Entraîneurs
- Bertrand Marchand
- Kais Yaâkoubi